# Membrana de glóbulo de grasa de leche

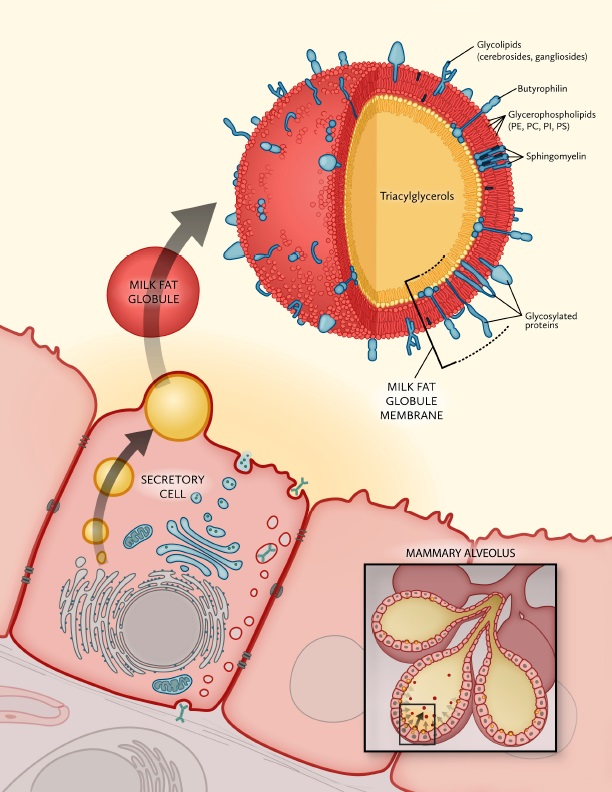
Estructura de la membrana del glóbulo de grasa.

La membrana de glóbulo de grasa de leche (MFGM por sus siglas en inglés) es una estructura compleja y única compuesta principalmente de lípidos y proteínas que rodea el glóbulo de grasa de leche, es secretada por las células productoras de leche de humanos y otros mamíferos. Es una fuente de múltiples compuestos bioactivos , que incluyen fosfolípidos , glucolípidos , glucoproteínas y carbohidratos que tienen funciones funcionales importantes dentro del cerebro y el intestino.
Los estudios preclínicos han demostrado los efectos de los componentes bioactivos derivados de MFGM sobre la estructura y función del cerebro, el desarrollo intestinal y la defensa inmune. Del mismo modo, los ensayos clínicos pediátricos han reportado efectos beneficiosos sobre los resultados cognitivos e inmunes. En poblaciones que van desde bebés prematuros hasta niños en edad preescolar, la suplementación dietética con MFGM o sus componentes se ha asociado con mejoras en la cognición y el comportamiento, la composición bacteriana intestinal y oral, la incidencia de fiebre y los resultados infecciosos, como diarrea.

MFGM también puede desempeñar un papel en el apoyo a la salud cardiovascular mediante la modulación del colesterol y la absorción de grasas. Los ensayos clínicos en poblaciones adultas han demostrado que la MFGM podría afectar positivamente los marcadores asociados con la enfermedad cardiovascular, incluida la reducción de los niveles de colesterol sérico y triacilglicerol , así como la presión arterial .
Contenido

## Origen

### Proceso de secreción de MFGM en la leche.
Los lípidos de la leche son secretados de manera única por los lactocitos, que son células epiteliales especializadas dentro de los alvéolos de la glándula mamaria lactante.

El proceso tiene lugar en múltiples etapas. Primero, la grasa sintetizada dentro del retículo endoplásmico se acumula en gotitas entre las monocapas de fosfolípidos internas y externas de la membrana del retículo endoplásmico. A medida que estas gotas aumentan de tamaño, las dos monocapas se separan más y eventualmente se pellizcan. Esto conduce a que la gotita esté rodeada por una monocapa de fosfolípidos que le permite dispersarse dentro del citoplasma acuoso. En la siguiente etapa, las gotas de lípidos luego migran a la superficie apical de la célula, donde la membrana plasmática posteriormente envuelve la gota y se extruye junto con ella. Encapsula completamente la gotita de grasa en una bicapa adicional de fosfolípidos. El glóbulo graso de la leche liberado en la luz glandular, que mide 3-6 μm de diámetro promedio, está rodeado por una tricapa de fosfolípidos que contiene proteínas asociadas, carbohidratos y lípidos derivados principalmente de la membrana del lactocito secretor. Este tricapa se conoce colectivamente como MFGM..

Este proceso de secreción ocurre en todos los tipos de leche de mamíferos, incluidos humanos y bovinos . Sin embargo, es distinto del mecanismo de secreción de lípidos utilizado por todas las demás células no mamarias. Eso hace que la MFGM sea exclusiva de la leche y no está presente en los productos alimenticios no lácteos. [2]